# Hengist i Horsa

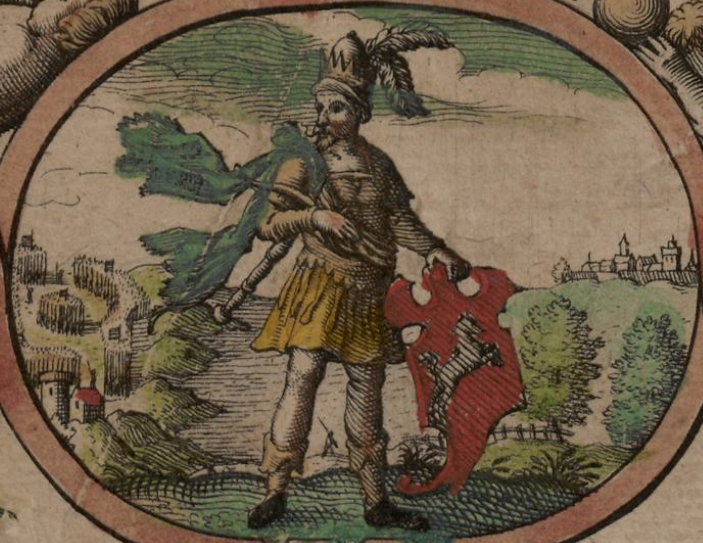
Representació de Hengist en el llibre Heptarquia saxona de John Speed.

Els germans Hengist (o Hengest) i Horsa (o Hors) són dos personatges històrics anglosaxons que lideraren els exèrcits dels angles, saxons, frisis i juts a conquerir els territoris de Britànnia en el segle v. Hengist és considerat el fundador del Regne de Kent.
Hengist i Horsa apareixen en diverses obres medievals, com la Historia ecclesiastica gentis Anglorum de Beda, la Historia Brittonum de Nennius, la Crònica anglosaxona, la Historia Regum Britanniae i finalment en l'Edda prosaica de Snorri Sturluson.
Segons aquestes fonts, Hengist i Horsa van arribar a Britànnia com a mercenaris al servei de Vortigern, rei dels britons, fet que sovint és considerat l'inici de la conquesta anglosaxona de Britànnia. Horsa va morir en les guerres contra els britans però Hengist fou l'avi o potser el pare dels futurs reis de Kent: Oisc de Kent i Octa de Kent. També va tenir una filla de nom Rowena, que va seduir el rei Vortigern i aparentment va enverinar el fill d'aquest, Vortimer, líder de la resistència britona contra els saxons.
No hi ha gaires detalls sobre la sort de Hengis, excepte en l'obra de Geoffrey de Monmouth, on es narra que fou decapitat per Eldol, duc de Gloucester.

## Etimologia
En anglès antic, Hengest i Horsa signifiquen respectivament "semental" i "cavall". Actualment, al nord d'Alemanya encara es poden trobar gablets adornats amb dos cavalls rampants que es refereixen als dos germans.

### Historia ecclesiastica gentis Anglorum

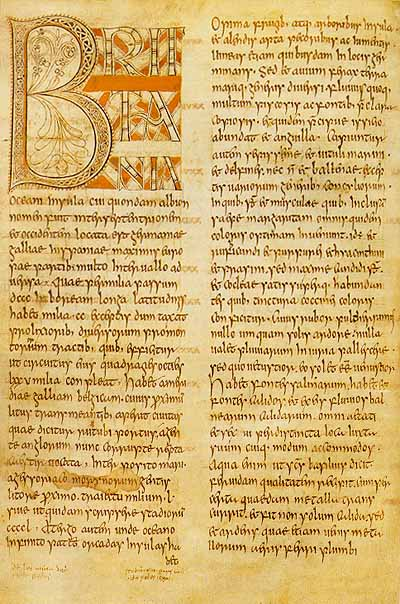
Una pàgina de la Historia ecclesiastica gentis Anglorum.

### Historia Brittonum

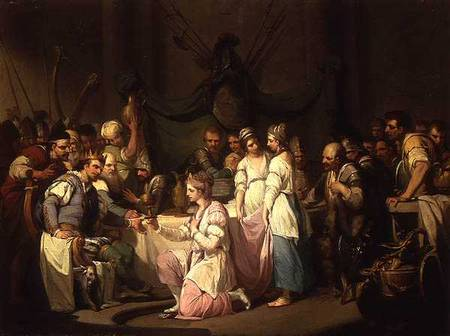
Trobada de Vortigern i la bella Rowena.